# 次营镇
次营镇，是中华人民共和国山西省晋城市阳城县下辖的一个乡镇级行政单位。2021年5月6日，撤销固隆乡，整建制并入次营镇。

## 行政区划
次营镇下辖以下地区：
南次营村、北次营村、长占沟村、石窑凹村、西河村、天掌村、六甲村、谭村、陶河村、黄甲村、河西村、前沟西村、逯河村、庄头村、营东村、上义村、前凹村、松树村、苏村、赛村、支沟村、高阳村、西垠村、候井村、营庄村、周壁村、冯坡村和枣凹村。